# Saint Vincent, Land so beautiful
Saint Vincent, Land so beautiful (em português:  São Vicente, Terra tão bela) é o hino nacional de São Vicente e Granadinas. Tem letra de Phyllis Joyce McClean Punnett e música de Joel Bertram Miguel. Foi adotado em 1969, quando o país adquiriu maior autonomia perante o governo britânico. Durante a cerimônia da independência, em 27 de outubro de 1979, o primeiro ministro Robert Milton Cato hasteou a bandeira de São Vicente e Granadinas enquanto o hino foi cantado pelo coral.